# Saichania
Saichania is een geslacht van uitgestorven plantenetende ornithischische dinosauriërs, behorend tot de Ankylosauria, dat tijdens het Laat-Krijt leefde in het gebied van het huidige Mongolië.
De eerste fossielen van het geslacht werden in 1970 in de Gobiwoestijn gevonden. Het dier kreeg in 1977 zijn naam, die zoiets als 'de schone' betekent, toen de typesoort Saichania chulsanensis benoemd werd. Het eerste fossiel bestond uit de voorkant van een skelet. Ook is er een schedel bekend waarvan men vroeger dacht dat die van Tarchia was, een nauwe verwant in de Ankylosaurinae. Daarnaast meende men twee volledige skeletten gevonden te hebben, maar de eerste daarvan is nog niet beschreven en de tweede bleek later van een andere soort te zijn. Onzeker is of de geslachten Tianzhenosaurus en Shanxia uit China in feite aan Saichania gelijk zijn. Alleen over de voorkant van het lichaam hebben de wetenschappers dus betrouwbare kennis.
Saichania werd minstens vijf meter lang en woog dan twee ton. De voorpoten waren kort maar zeer krachtig gebouwd en sterk gespierd. Ze ondersteunden een lage en brede romp. Daar werden de stukken plant verteerd die de snavel en kleine tandjes van de korte kop afbeten. Als verdediging tegen roofsauriërs was het lichaam van Saichania bedekt met beenplaten. Om die te ondersteunen waren wervels, schoudergordel, ribben en borstbeen uitzonderlijk hecht samengegroeid. Sommige beenplaten hadden hoge scherpe richels. Ook de kop was gepantserd met bultige beenschubben. Uitsteeksels in de vorm van hoorns stonden op de hoeken van het achterhoofd, de wangen en de zijden van de onderkaken. Misschien had Saichania een staartknots, net als de meeste Ankylosauridae. Zulke knotsen zijn wel aangetroffen in de vijfenzeventig miljoen jaar oude aardlagen waarin Saichania is gevonden, maar zonder een heel skelet kunnen we niet weten of die bij de voorkant horen.

## Vondst en naamgeving
In 1970 en 1971 groef een Pools-Mongoolse expeditie naar de Gobiwoestijn bij Chulsan fossielen op van een ankylosauriër. In 1977 werd op basis hiervan de typesoort Saichania chulsanensis benoemd en kort beschreven door Teresa Maryańska. De geslachtsnaam is afgeleid van saichan, 'schoon', 'mooi', in het Mongools, een verwijzing naar de gaafheid van het type-exemplaar. De soortaanduiding verwijst naar Chulsan.
.

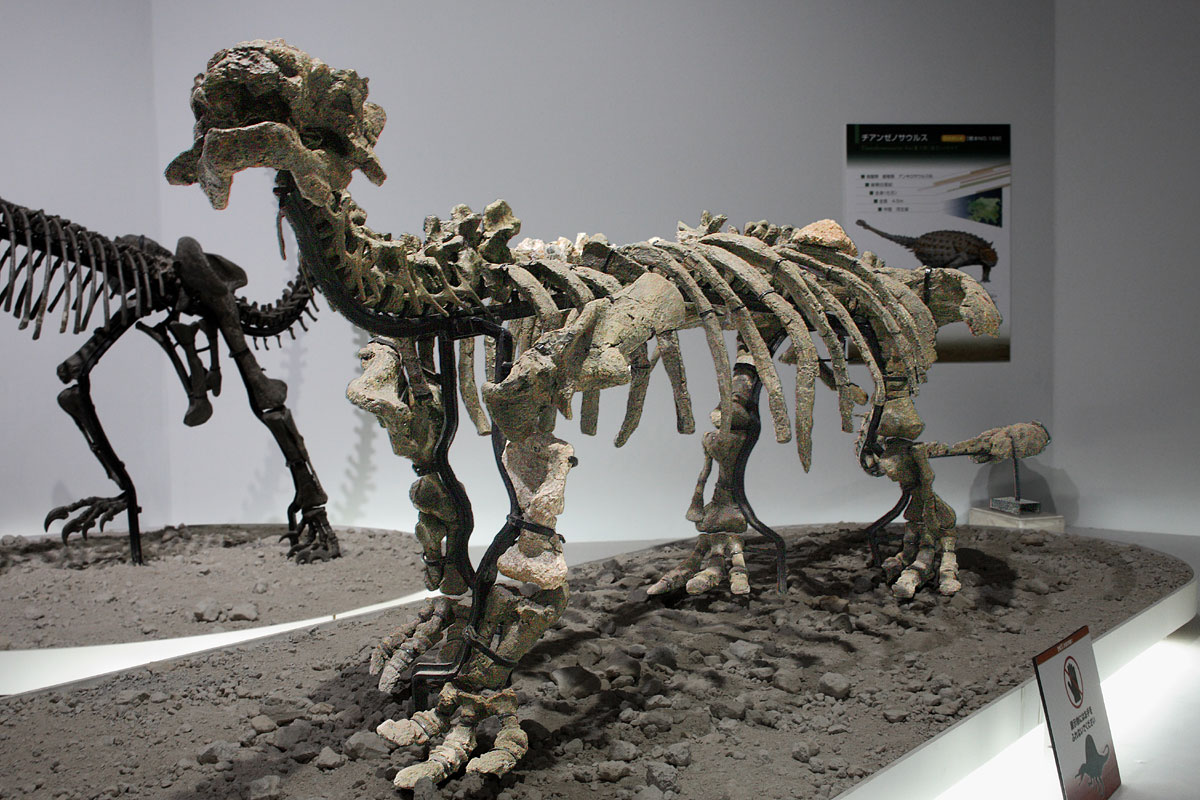
Tianzhenosaurus is mogelijk identiek aan Saichania

Het holotype GI SPS 100/151 is gevonden in een laag van de Barun Goyot-formatie die dateert uit het Laat-Campanien, ongeveer vijfenzeventig tot drieënzeventig miljoen jaar oud. Het bestaat uit een schedel en het voorste deel van de postcrania: een volledige reeks van zeven halswervels, tien voorste ruggenwervels, ribben, een borstbeen, de volledige schoudergordel, een linkervoorpoot, beide halsbergen en veel van de bedekkende osteodermen. Het exemplaar is in verband gevonden, op de buik liggend. Maryańska wees nog een specimen aan de soort toe, ZPAL MgD-I/114 bestaande uit een fragment van een schedeldak plus osteodermen, maar daarvan wordt tegenwoordig betwijfeld of het om Saichania gaat daar dit exemplaar uit een andere formatie afkomstig is. Het is onbeschreven zodat het moeilijk is vast te stellen om wat voor dier het gaat en kon in 2009 niet worden gelokaliseerd. Uit dezelfde formatie zijn PIN 3142/251, een nog onbeschreven skelet met schedel en tentoongestelde staartknots, en MPC 100/1305, een skelet zonder schedel, toegewezen. Dit laatste, een jong dier van ongeveer 2,8 meter lang, is in 2011 beschreven. In 2014 concludeerde Victoria Megan Arbour echter dat dit exemplaar een ander taxon betrof, mogelijk Pinacosaurus. De beschrijvers uit 2011 waren op een dwaalspoor gebracht doordat het exemplaar opgesteld was met een schedel die een afgietsel was van het holotype van Saichania. Dit was ze niet opgevallen daar ze meenden dat dit cranium authentiek was. De meeste opstellingen die onder de noemer Saichania in musea te zien zijn, betreffen deze combinatie die dus een zeer misleidend beeld geeft van het dier.
Dit vermindert de bekende gegevens over de soort aanzienlijk. Arbours onderzoek maakte dat echter ten dele goed doordat ze eerder gevonden specimina weer als Saichania identificeerde. Specimen PIN 3142/250, eerder aan Tarchia toegewezen en de belangrijkste bron van informatie over die soort vormend, zou vrijwel zeker een exemplaar van Saichania vertegenwoordigen. Dit zou het bereik in de tijd van Saichania vergroten want dit specimen stamt uit de latere Nemegtformatie die rond de tweeënzeventig miljoen jaar oud is. Ook zouden Tianzhenosaurus youngi Pang & Cheng 1998 en Shanxia tianzhenensis Barrett, You, Upchurch & Burton 1998 jongere synoniemen van Saichania zijn, iets wat al eerder gesuggereerd was door Robert Sullivan. Arbour kon althans geen diagnostische verschillen ontdekken tussen de holotypen van de drie taxa. Indien deze identificatie correct is, zou toch vrij veel van het achterlichaam bekend zijn. Het zou ook betekenen dat het meeste wat in de literatuur over Tarchia vermeld wordt en vrijwel alle illustraties van die soort, in feite op Saichania betrekking hebben. In 2017 echter werd PIN 3142/250 door Paul Penkalski benoemd als de aparte soort Tarchia teresae.

## Beschrijving

### Grootte, algemene bouw en onderscheidende kenmerken

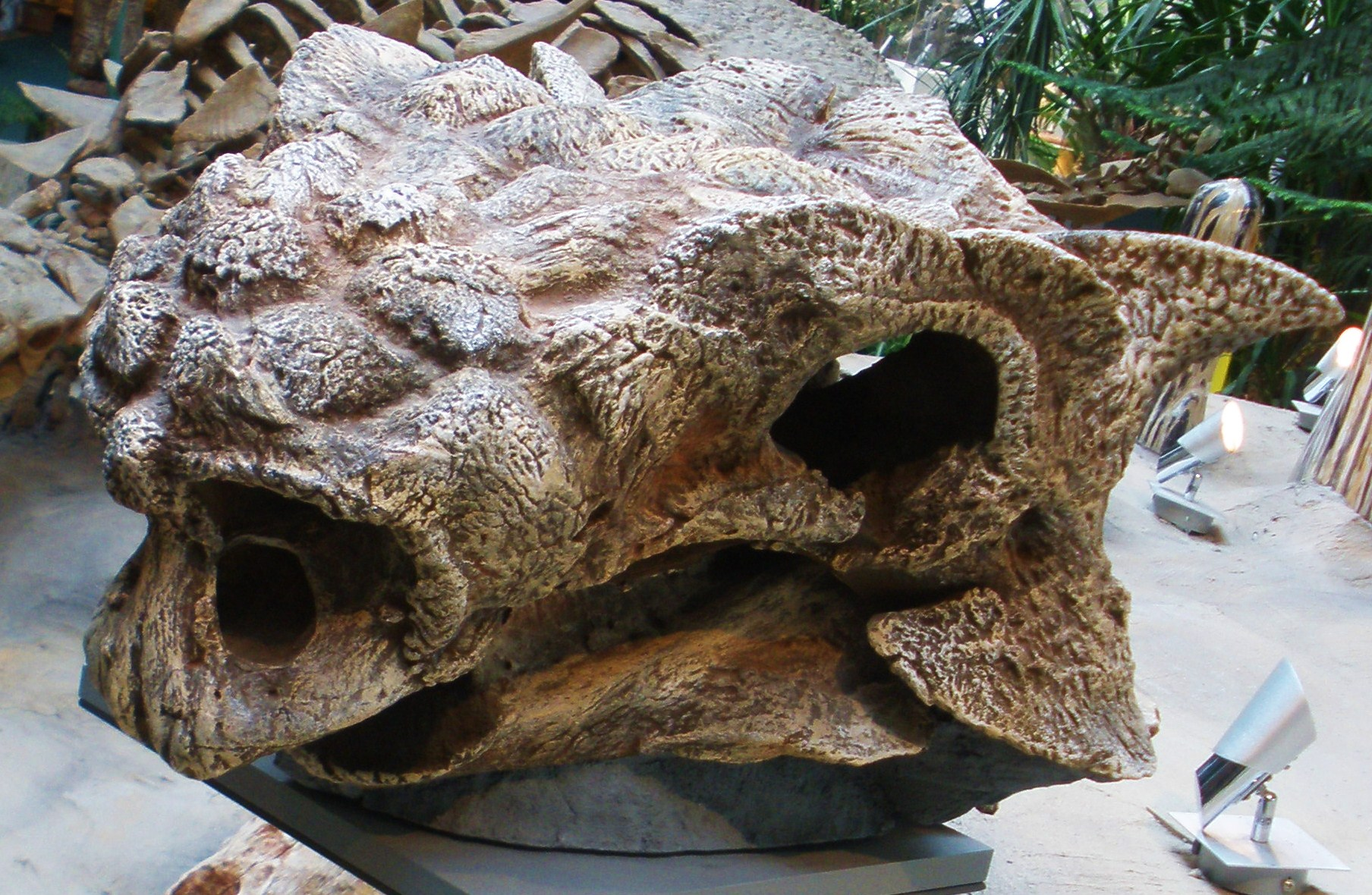
Afgietsel van de schedel van het holotype

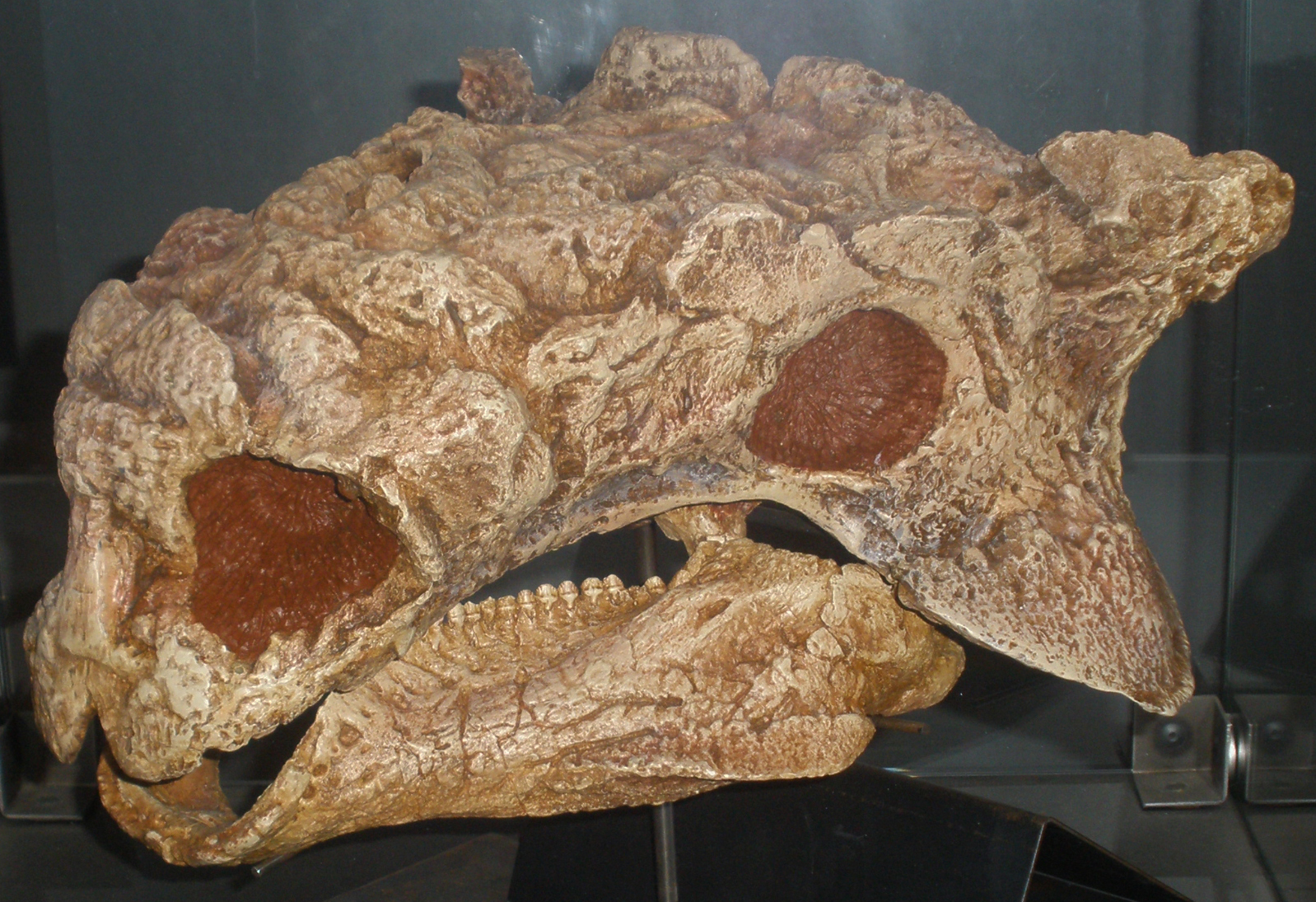
Afgietsel van de schedel van PIN 3142/250, volgens Arbour van hetzelfde taxon

Saichania is een vrij forse ankylosauriër. Maryańska schatte de lengte zelfs op zeven meter maar later onderzoek wijst op een wat minder aanzienlijke omvang. Bij ankylosauriërs neemt de staart minder dan de helft van de lichaamslengte voor zijn rekening. In 2010 schatte Gregory S. Paul de lichaamslengte op 5,2 meter, het gewicht op twee ton. Van een achterlijf met staart, specimen ZPAL MgD I/113, eerder aan Dyoplosaurus giganteus toegewezen, suggereerde Arbour in 2014 dat het weleens van een zeer groot exemplaar van Saichania zou kunnen zijn geweest, hoewel dit door een gebrek aan overlappend materiaal niet bewezen kon worden. In dit geval werd Saichania juist veel langer dan gedacht want het vertegenwoordigt een van de grootste ankylosauriërs die ooit zijn gevonden, zo'n negen meter lang.
Saichania heeft een extreem brede en afgeplatte romp die op zeer stevige maar erg korte ledematen staat. De nek is erg kort en breed. Ook de kop is breed met vergroeide beenderen. Het skelet is zeer zwaar gebouwd.

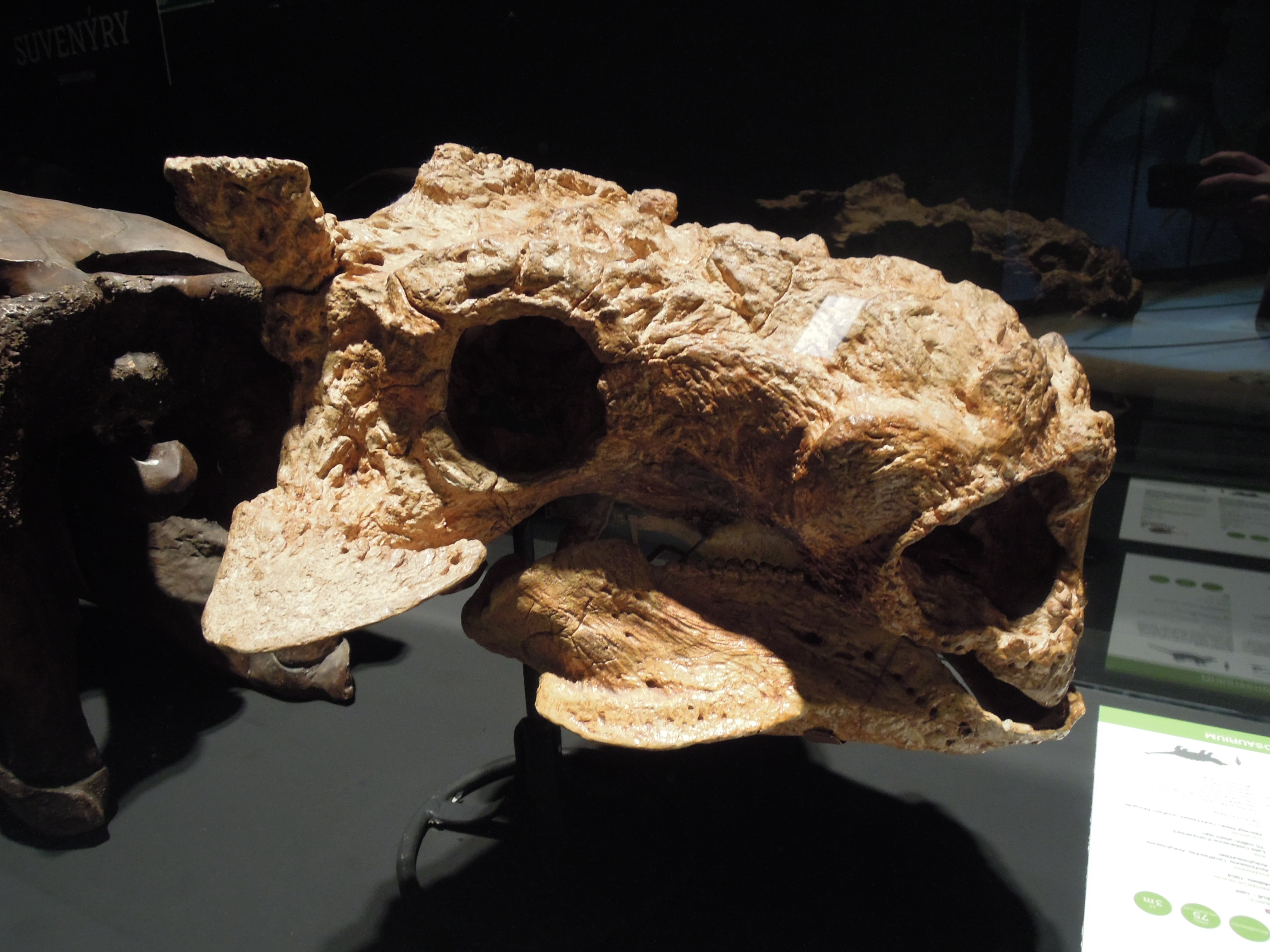
De rechterzijkant van specimen PIN 3142/250

Maryańska gaf in 1977 een diagnose die meteen diende als korte beschrijving. De buitenste neusgaten, aan het uiterste einde van de kop geplaatst, zijn groot en ovaal, ieder doormidden gedeeld door een horizontaal beenschot. Dit schot scheidt de grote bovenste ovale doorgang naar de neusholte van een kleinere opening, meer naar het midden gelegen, die toegang biedt tot een luchtholte in de praemaxilla. De praemaxillae die de voorste snuit vormen, zijn relatief smal. De bovensnavel is zo ongeveer even breed als de horizontale afstand tussen de achterste maxillaire tanden. Ze zijn bedekt door welgevormde aangegroeide huidverbeningen. Aan het achtereind van de schedel is de knobbel die de verbinding vormt met de nek, de condylus occipitalis, matig bol en vrij sterk naar beneden gericht. Het schedeldak overhangt het achterhoofd. De exoccipitalia van het bovenste achterhoofd zijn laag en de bovenste delen ervan staan haaks op het schedeldak; onderaan zijn ze sterk naar voren gebogen. Het quadratum helt naar achteren, wat de bovenkant van het kaakgewricht onder het midden van de oogkas brengt. De oogkassen zijn vooraan en achteraan gesloten door verbeend kraakbeen. Er is één zenuwkanaal voor de negende tot en met twaalfde hersenzenuw. Op het pterygoïde van het verhemelte is een epipterygoïde aanwezig. De interne vleugels van de bovenkaaksbeenderen die het voorste verhemelte vormen, zijn goed ontwikkeld. Het hoofdlichaam van het bovenkaaksbeen raakt over een kleine lengte de opening tussen deze maxilla en het verhemeltebeen. In de voorste nek zijn de atlas en de draaier vergroeid. Aan de onderste zijkant van de romp liggen uitgebreide verbeende kraakbeenplaten tussen de ribben. De ledematen zijn massief gebouwd. De voorpoot is sterk naar achteren gebogen. De hand is vijfvingerig.
In 2014 stelde Arbour een herziene diagnose op. De osteodermen op de kop zijn sterk bol. Uniek voor de Ankylosaurinae zijn de eerste en tweede halswervel, de atlas en draaier, vergroeid tot één element, een syncervicale. De bovenkant van het opperarmbeen is zeer breed, gelijk aan zeventig procent van de totale lengte van het bot. Tussen de ribben van de borstkas bevinden zich verbeningen van het intercostale kraakbeen. De halsbergen hebben niet alleen een onderliggende beenband maar de opliggende osteodermen worden aangevuld door platen die de zijdelingse ruimte tussen de osteodermen bedekken en van buiten bezien geheel aan het oog onttrekken.
Verder gaf Arbour een vergelijkende diagnose die de verschillen aanduidde met bepaalde relevante verwanten wat een unieke combinatie van op zich niet unieke kenmerken opleverde. De caputegulae, koptegeltjes, van de neusbeenderen hebben in het midden een enkelvoudige centrale plaat, anders dan Minotaurasaurus die er vier heeft. Ze steken ook minder naar bezijden uit en zijn ruwer. Anders dan bij Minotaurasaurus en Zaraapelta zijn de snuitwanden niet bedekt met kleine osteodermen maar met een grote flapvormige plaat vooraan en een plaat op het traanbeen achteraan. Een ander verschil met die taxa is dat de plaat van het prefrontale kleiner is en minder zijwaarts uitsteekt. Nog een onderscheid ligt hem in het continu doorlopen van de voorste en achterste supraorbitale platen boven de oogkas, die dus niet ieder een aparte punt vormen. Anders dan bij Tarchia is er geen extra osteoderm op de achterkant van het postorbitale. De hoorns op de squamosa zijn piramidevormig en groter en breder dan bij Tarchia. Deze hoorns hebben een eenvormig oppervlak, dat niet geplooid is zoals bij Zaraapelta. De plaat op de achterste onderkaak beslaat ongeveer de helft van de kaaklengte en is daarmee overlangs korter dan die van Minotaurasaurus. Bij dit alles moet bedacht worden dat Arbour Minotaurasaurus een jonger synoniem van Tarchia acht.

### Skelet

#### Schedel

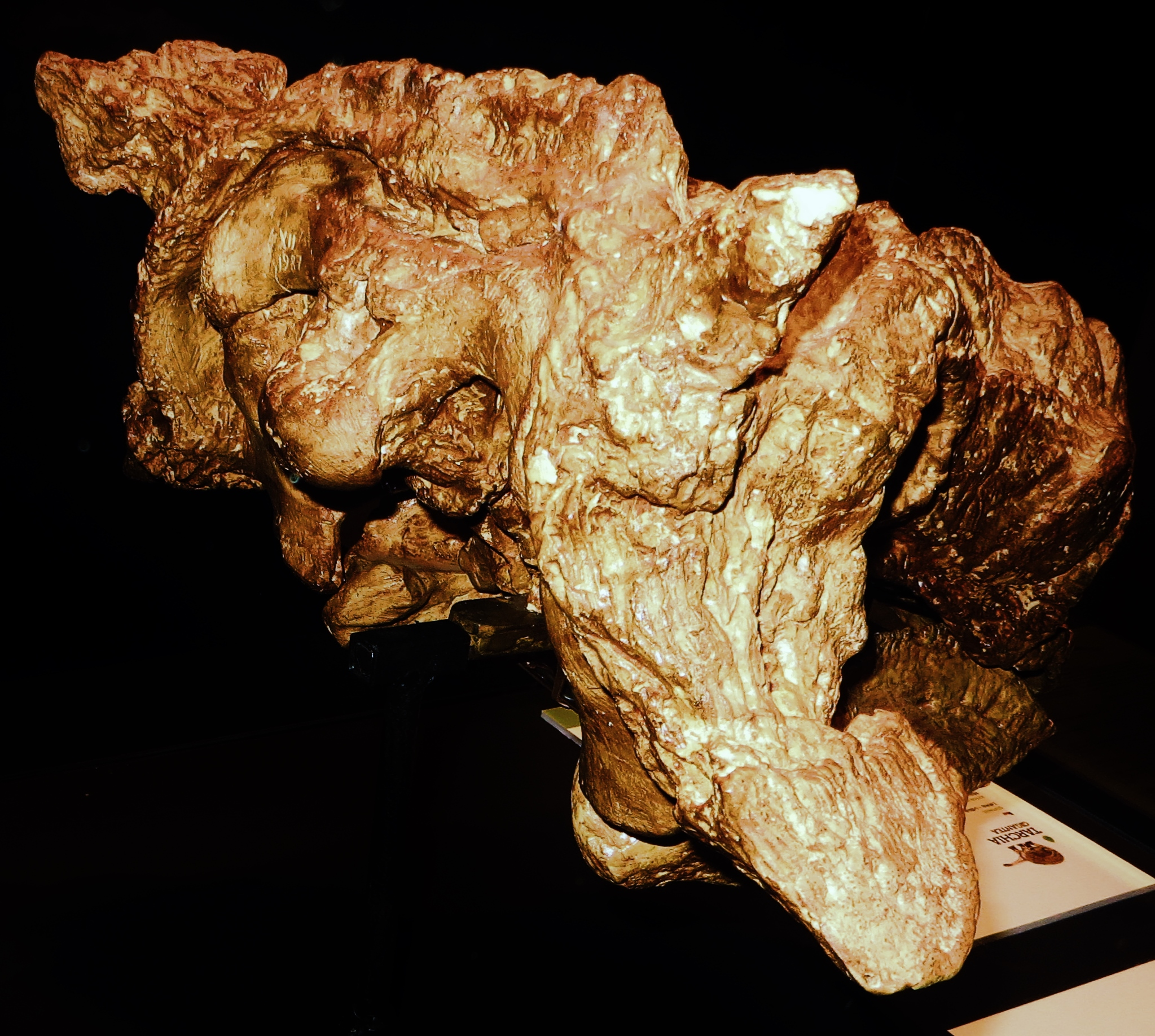
De achterkant van de schedel van specimen 3142/250. De snuit wijst naar rechts; linksboven zijn het achterhoofdsgat en de achterhoofdsknobbel te zien

Saichania heeft een brede schedel — 455 millimeter lang en achtenveertig centimeter breed bij het holotype — waarbij vooral de rijen hoog bollende osteodermen op de snuit opvallen. Het patroon daarvan verschilt wat tussen het holotype en specimen 3142/250 maar Arbour verklaarde dat uit individuele variatie. Beide schedels hebben bepaalde basiskenmerken gemeen zoals de piramidevormige squamosale hoorns op de achterhoeken, opvallende osteodermen op de achterrand van het schedeldak, en de plaatvormige osteodermen op de zijkant van de snuit. Er zijn ook verschillen in de rest van de schedel: PIN 3142/250 heeft een langere snuit, de squamosale hoorn is lager, het quadratum en de processus paroccipitalis zijn op het achterhoofd niet vergroeid, de oogkas is meer achterwaarts geplaatst, er bevinden zich geen osteodermen achter de oogkas, de wanghoorn steekt meer naar achter, het neusgat is meer zijwaarts geopend, de processus basipterigoidei op de onderste hersenpan vormen overlangs korte en duidelijk gescheiden bultjes in plaats van een ruwe doorlopende zone. Arbour erkende dat dit mogelijk zou kunnen duiden op een soortonderscheid en wees 3142/250 slechts onder voorbehoud toe.

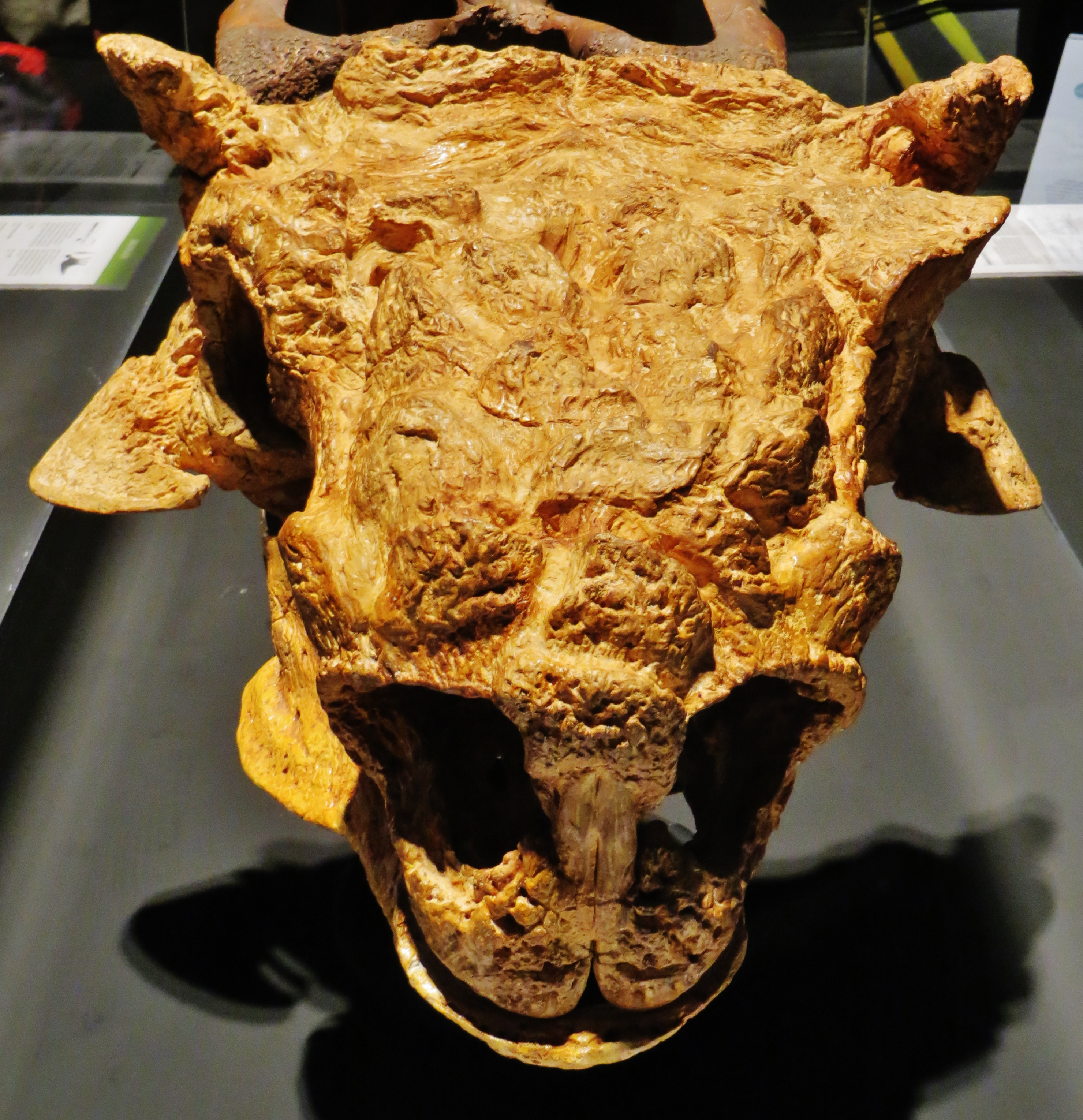
In iedere vestibule van de neusopening bevinden zich twee boven elkaar gelegen neusgaten

Intern heeft de snuit vele luchtholten. De extra opening in de vestibule van het neusgat is onderaan aan de binnenkant gelegen en leidt naar een grote holte in de beenkern van de bovensnavel. Deze holte in de praemaxilla is verbonden met een holte in het bovenkaaksbeen. Die is weer door een tussenschot overdwars in tweeën gedeeld ter hoogte van de achtste tand. De neusholte is zeer groot en bevat een volledig verbeende crista nasoturbinalis en crista maxilloturbinalis, structuren die dienen om condensvocht op te vangen en waarvan later door John Ruben beweerd is dat dinosauriërs ze niet bezaten zodat ze niet warmbloedig konden zijn wegens een te hoog vochtverlies. De neusholte wordt in tweeën gedeeld door een dik benen tussenschot overlangs. Dit wordt grotendeels gevormd door de neusbeenderen, vooraan door de praemaxillae. Onderaan is het versmolten met de ploegschaarbeenderen, achteraan loopt het over in een verbeende lamina interorbitalis, het schot tussen de oogkassen. Deze zone ligt al dicht bij de hersenpan die vooraan tamelijk kort is, wat wijst op korte reuklobben van de hersenen. De neusholte wordt horizontaal in tweeën gedeeld door een secundair verhemelte gevormd door hoge interne vleugels van de praemaxillae en de bovenkant van de crista maxilloturbinalis. De hoofdopening in de vestibule van het neusgat biedt toegang tot de bovenste kamer. Deze route diende als het luchtkanaal en is achteraan met de onderste kamer en de luchtpijp verbonden via de choanae. De onderste kamer, waarvan de bodem gevormd wordt door de praemaxillae en de interne vleugels van de bovenkaaksbeenderen, heeft een zeer complexe structuur door de verbeende, ten dele opgerolde, turbinalen. Maryańska nam aan dat deze kamer diende als tweede luchtkanaal. De lucht zou dan door het bijkomende neusgat door de praemaxillaire holte gelopen hebben en vandaar in de voorste holte van het bovenkaaksbeen naar de achterste holte in het bovenkaaksbeen om uiteindelijk in de onderste neusholte te arriveren. Het is de vraag of de verschillende verbindingen wel bestonden, casu quo bij het levende dier echt open waren. Maryańska had niet de beschikking over moderne scanmethoden en heeft de holten slechts beperkt geopend om schade aan het unieke fossiel te voorkomen. Het is anders echter moeilijk te verklaren waarvoor het extra neusgat diende. Het doel van de onderste kamer kan het verzamelen van vocht geweest zijn bij het uitademen, een zeer nuttige functie bij een in de woestijn levend dier. De holte in de snavelkern, dus in de praemaxilla, heeft aan de bovenste binnenzijde een aparte nis met aan de binnenwand een adergroeve met een verbinding naar een foramen aan de onderzijde van de praemaxilla, dus de mondholte. Maryańska vermoedde dat de nis een Orgaan van Jacobson herbergde, een secundair reukorgaan.
Het aantal tanden in het bovenkaaksbeen bedraagt tweeëntwintig. Het verhemelte is zwaar verbeend. Hetzelfde geldt voor het kraakbeen rond de oogkas die daarmee vrijwel intern gesloten is. Het achterhoofd helt, samen met het quadratum, sterk naar achteren. Het achterhoofdsgat is een liggende ovaal. De achterhoofdsknobbel daaronder heeft nauwelijks een nek en is schuin naar beneden gericht. Deze condylus occipitalis is daarmee in bovenaanzicht niet zichtbaar en overigens ook niet in zijaanzicht. Dit alles betekent dat het hoofd sterk afhing. De exoccipitalia zijn lang en laag, bovenaan afgeplat en haaks op het schedeldak staand. Ze maken wellicht een stukje uit van de achterhoofdsknobbel. Op de hersenpan, achter het foramen ovale, is er voor de negende tot en met twaalfde hersenzenuw één enkel foramen als uitgang. Vóór de hersenpan strekken zich verbeende stukken kraakbeen ver naar voren uit. Maryańska meende in het holotype een epipterygoïde ontdekt te hebben. Het ploegschaarbeen is vooraan vergroeid met de interne vleugel van het bovenkaaksbeen, de voorrand van de interne neusopening vormend.
In 2014 stelde een CAT-scan van specimen 3142/250 vast dat het brein in zijaanzicht een licht golvend profiel bezit. Het binnenoor heeft een laag labyrint met robuuste halfcirkelvormige kanalen. Het slakkenhuis heeft een zeer langgerekte lagena, een teken dat het gehoor goed was ontwikkeld. Het specimen vertegenwoordigt het enige ankylosauriërexemplaar waarin een flocculus is vastgesteld, wellicht als een aanpassing om het richten van het oog te stabiliseren teneinde de staartknots zuiverder op het doel te brengen.

#### Onderkaken

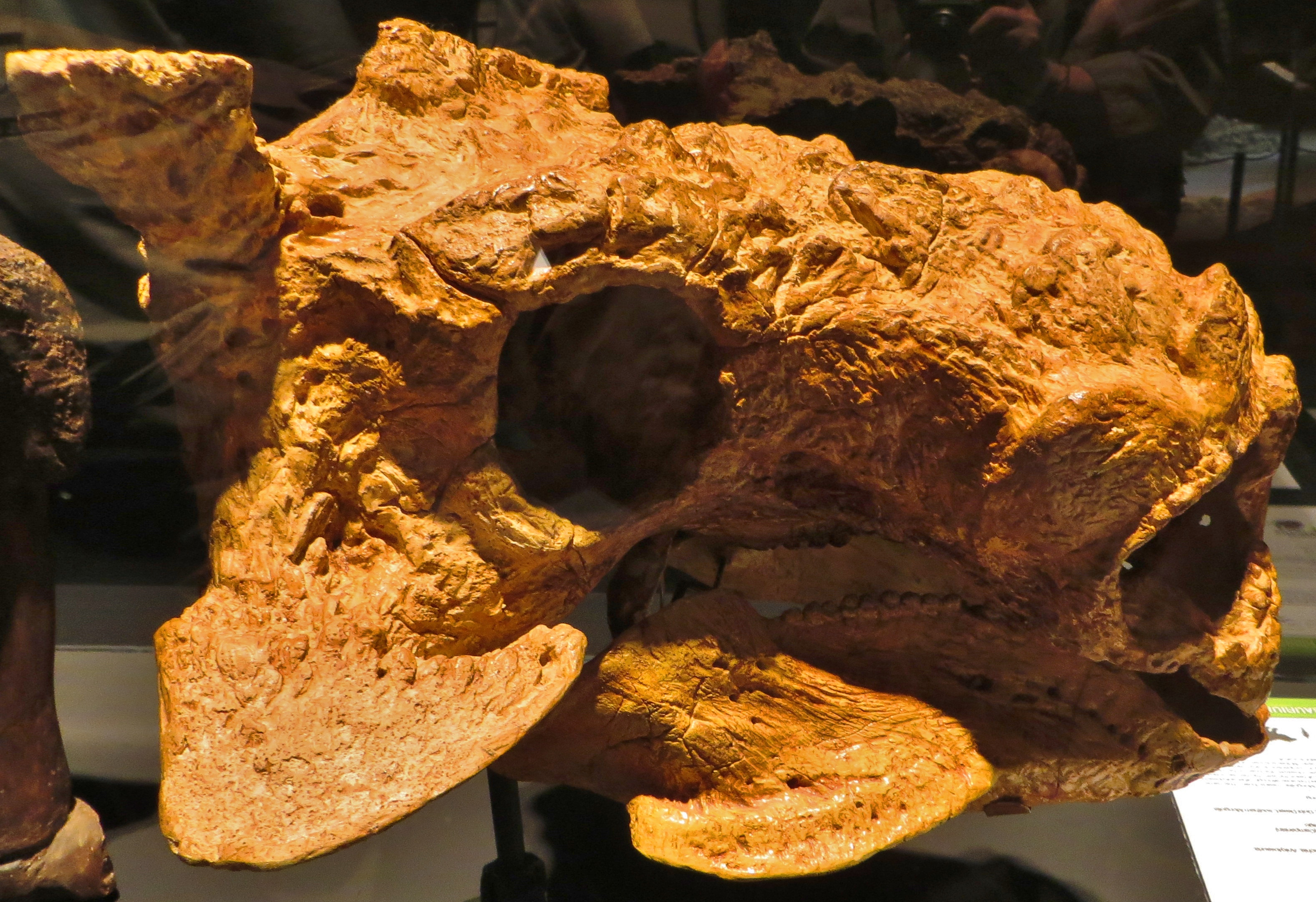
Ook de onderkaak heeft zijn eigen hoorn

De onderkaak is tamelijk hoog; 84 millimeter bij een lengte van 298 millimeter in het holotype. Achteraan is er een klein rechthoekig coronoïde uitsteeksel. De achterkant van de onderkaak wordt gedekt door een vastgegroeide plaatvormige osteoderm die vleugelvormig naar bezijden uitsteekt en zo op een extra hoorn lijkt. Het holotype heeft zeventien tanden in de rechteronderkaak en zestien in de linkeronderkaak. De tanden hebben een duidelijk cingulum aan binnenzijde en buitenzijde. De tandenrij bolt matig en het predentarium, de kern van de ondersnavel, heeft daardoor geen heel diepe verankering.
Bij het holotype is een tongbeen aangetroffen met een V-vormig centraal been met een bolle bovenkant dat aan de achterkant sterk gevorkt is en aan iedere punt verbonden is met een lange staafvormige gebogen tak. Deze takken zouden de eerste ceratobranchialia betreffen, het centrale element het basihyale en het basibranchiale. Het zou het eerste volledige en verbeende tongbeenapparaat zijn dat bij een dinosauriër is aangetroffen.

#### Postcrania

##### Wervelkolom
Bij de uitzonderlijke vergroeiing van de eerste twee halswervels, de atlas en de draaier, tot een syncervicale zijn het middenstuk, het intercentrum, van de atlas en het naar voren gerichte tandvormige uitsteeksel van de draaier niet volledig betrokken. Hun werveluitsteeksels zijn echter volledig versmolten en ook zijn de robuuste, wat naar beneden gerichte, enkelkoppige nekribben van de atlas alsmede de wervelboog met zijn korte intercentrum vergroeid. De wervelboog van de atlas ligt horizontaal, ontbeert een doornuitsteeksel en is sterk naar achteren gericht. De achterste gewrichtsuitsteeksels van de atlas staan wat schuin omhoog zodat het facetten horizontaal lopen. Het intercentrum heeft aan de onderkant een krachtige, scherpe schuin naar achteren gerichte, spoor. De draaier is overdwars afgeplat met een kiel aan de onderzijde. Het achterste facet is afgerond en hol. De wervelboog is hier groot en schuin naar achter gericht met een kam; hij bevat een breed wervelkanaal. Het doornuitsteeksel is van voor naar achter afgeplat en wordt zijdelings begrensd door beenzwellingen, net vóór de achterste gewrichtsuitsteeksels die ver uit elkaar staan. Op de zijkanten staan korte en schuin naar achter en beneden gerichte diapofysen, zijuitsteeksels die de bovenste gewrichtsfacetten dragen voor de tweekoppige ribben die schuin naar beneden en wat naar achteren staan. De zware bouw van dit element weerspiegelt het feit dat de hele kop van het fors gespierde dier in feite op het gewricht tussen de draaier en de derde halswervel articuleerde.
De verdere halswervels zijn amficoel: aan beide zijden met een hol gewrichtsfacet. Onderaan zijn ze overdwars afgeplat en dragen ze een kiel. Bij de derde en vierde halswervel bevinden de voorste centrumfacetten zich wat lager dan de achterste, wat de voorste nek wat doet afzakken. De doorsnede, vooraan nog als een staande ovaal, wordt naar achteren geleidelijk een liggende ovaal. De halswervels zijn krachtige structuren met een grote wervelboog die helemaal met het wervellichaam vergroeid is. Bij de vierde halswervel is hun gezamenlijke hoogte het grootst, met zeventien centimeter waarvan de wervelboog elf centimeter voor zijn rekening neemt; het centrum is vijfenvijftig millimeter lang. Het wervelkanaal is breed maar ook hoog; op twee derden van de hoogte wordt het kanaal in tweeën verdeeld door een horizontaal schot waarop een duidelijke middennaad zichtbaar is. De krachtige doornuitsteeksels zijn matig hoog en overdwars afgeplat. Op het achterste derde deel van de wervel staand, steken ze wat schuin naar voren. Beenzwellingen liggen aan weerszijden van de achterrand van het doornuitsteeksel, ervan gescheiden door duidelijke groeven. Goed ontwikkelde gewrichtsuitsteeksels bevinden zich aan de voorkanten en achterkanten van de wervels, in de lengterichting en iets naar het midden van het lichaam gericht. Ze zijn zo lang dat er zich forse tussenwervelschijven van kraakbeen tussen de wervellichamen moeten hebben bevonden, een teken dat de nek langer was dan vaak afgebeeld en daarnaast tamelijk buigzaam. De diapofysen zijn sterk verticaal afgeplat. De nekribben staan horizontaal schuin naar achteren gericht. Die van de derde en vierde halswervel zijn beweegbaar; de vijfde tot en met zevende zijn vergroeid. De verbrede uiteinden van deze nekribben zijn wat naar voren gebogen.
De voorste romp van Saichania, het enige stuk dat met zekerheid bekend is, is tamelijk robuust. Bij de eerste ruggenwervel zijn volgens Maryańska de korte rib en zelfs de diapofyse vergroeid met het ravenbeksbeen van de schoudergordel. Het doornuitsteeksel bij die wervel lijkt op die van de halswervels; het is dus eigenlijk een cervicodorsale wervel. Ook de tweede wervel kan zo betiteld worden want ook die heeft een korte, achterwaarts gerichte, rib die daarbij aan de diapofyse vastgegroeid is. Alle ruggenwervels zijn echter lang, ingesnoerd en amfiplat: met vlakke centrumfacetten. De wervelbogen zijn groot, de wervelkanalen hoog. De zijuitsteeksels steken schuin omhoog. Dit zijn typische kenmerken van de Eurypoda. De voorste gewrichtsuitsteeksels zijn vergroeid tot een enkelvoudig, V-vormig, facet; de achterste zijn vergroeid tot een enkelvoudige staaf die daar weer in past. De wervels hebben onderaan kielen die vooral vooraan uitsteken.
De ribben zijn van de tweede tot en met vijfde wervel los; daarna zijn ze weer met hun wervels vergroeid. De derde en vierde rib steken nog sterk naar achteren; ze zijn bovenaan overdwars afgeplat en meer naar het uiteinde toe overlangs. De vijfde en volgende ribben zijn over hun volle lengte overdwars afgeplat en sterk gebogen. Ze volgen de extreme kromming van de zijkant van de romp zodat ze bijna honderdtachtig graden draaien om uiteindelijk op de middenlijn van de buik uit te komen, waar ze het borstbeen raken. De borstbeenderen zijn zwaar verbeend — ze zijn zelfs aangezien voor osteodermen op de onderkant — en articuleren met vier of vijf paar ribben. Het borstbeen heeft een centraal lichaam dat naar voren in korte uitsteeksels splitst en naar achteren in brede platen uitwaaiert. Dinosauriërs buiten de Maniraptora hebben zelden zulke verbindingen en ze zijn uniek binnen de Ornithischia. Aan de achterrand van de vijfde en verdere ribben zijn er intercostaalplaten te zien, platte verbredingen door het vastgroeien van verbeend bindweefsel of kraakbeen. Deze overlappen de voorrand van de opvolgende rib. De platen bevinden zich bij de vijfde rib hoog op de zijrand en zakken naar achteren af tot meer de buik bedekt wordt. Dit alles maakt de borstkas tot een stijf geheel, kennelijk om aanvallen beter te weerstaan.

##### Ledematen
De schoudergordel en de voorpoten zijn het zwaarst gebouwd van alle bekende Aziatische ankylosauriërs. Het schouderblad, veertig centimeter lang, is aan de buitenzijde licht bol. Het bovenste uiteinde is verbreed en kromt wat naar beneden toe. De onderste helft van de voorrand is duidelijk afgeplat en eindigt ter hoogte van het schoudergewricht in een haaks op de rand staand uitsteeksel, de processus acromialis. Het schoudergewricht is ondiep en heeft de vorm van een halve maan. De achterrand van het schouderblad is juist onderaan stomp en bovenaan scherp. Het ravenbeksbeen is met een lengte van achttien centimeter erg klein en buigt onder het schoudergewricht scherp naar binnen. Beide ravenbeksbeenderen ontmoeten elkaar zo bijna vóór het borstbeen. Dit maakt weer deel uit van de algehele verstijving van de borstkas, nog versterkt door het vergroeien met de eerste rib.
Het opperarmbeen is zeer robuust en dertig centimeter lang. De bovenkant is extreem verbreed, 212 millimeter, met aan de binnenzijde van de afgeplatte eigenlijke kop een brede achterhoek en aan de voorzijde een grote bijlvormige deltopectorale kam. De bovenkant van die kam heeft naast de kop een gladde deuk aan de bovenzijde. De kam strekt zich tot over de helft van de schacht uit. De onderzijde van het opperarmbeen is ook verbreed, hoewel met 163 millimeter niet zo extreem en toont goed ontwikkelde gewrichtsknobbels. De schacht is ingesnoerd tot een minimale breedte van vijfenzeventig millimeter. De onderkant is ten opzichte van de bovenkant rond de lengteas gedraaid onder een hoek van vijftien graden. De ellepijp is weer zeer robuust en eenentwintig centimeter lang. De processus olecrani is niet zeer hoog uitstekend; de massieve bouw wordt veroorzaakt door een ver naar voren en beneden doorlopend gewrichtsvlak, 125 millimeter lang, dat een hoek van dertig tot veertig graden maakt met de schacht. De onderkant van de ellepijp is relatief smal en recht, eindigend in een scherpe rand die evenwijdig loopt aan het bovenvlak. Het spaakbeen is recht en krachtig gebouwd met een lengte van 198 millimeter. Het is bovenaan licht maar onderaan sterk verbreed. Het spaakbeen steekt een stuk onder de ellepijp uit. Samen met het schuine bovenvlak van de ellepijp wijst dit op een schuine stand, in zijaanzicht, van de onderarm, dus met de elleboog naar achteren gebogen.
De polsbeenderen zijn onbekend. De middenhand is erg kort, de kortste van enige bekende Aziatische vorm. De vijf middenhandsbeenderen zijn robuust en van voor naar achter afgeplat. Ze lopen van de eerste tot en met de vijfde in doorsnede af. De eerste heeft een vierkant bovenvlak en een bult aan de bovenste achterkant. Van de onderste gewrichtsknobbels is de binnenste, dus die aan de zijde van het lichaam, het grootst. Het tweede middenhandsbeen heeft een driehoekige bovenkant. De zijde die het eerste middenhandsbeen raakt is verbreed, zodanig dat een kam gevormd wordt op de achterkant. Hier zijn de gewrichtsknobbels even groot. Het derde middenhandsbeen is het langste. Het bovenvlak ervan is bol en naar achter aflopend. De binnenzijde vormt een punt die in een groeve op de buitenzijde van het tweede middenhandsbeen past. Op voorkant van de schacht bevindt zich aan de buitenrand een opvallende bult. Het onderste gewrichtsvlak is naar voren geschoven ten opzichte van de lengteas. Bij het vierde en vijfde middenhandsbeen zijn de gewrichtsvlakken naar achteren gedraaid, hiermee ook de tenen meer naar achteren richtend. Het vierde middenhandsbeen kromt wat om het vijfde heen, zodat een halvemaan wordt gevormd waar het vijfde in past. Het vijfde middenhandsbeen is rond van boven en heeft onderaan een nauw uiteinde, zonder gewrichtsknobbels. Bij elkaar vormen de verticaal gehouden en nauw aaneensluitende beenderen van de middenhand een halfronde boog in bovenaanzicht met de holle kant schuin naar binnen en achteren gericht. De vingers zijn slechts gedeeltelijk bekend. De vingerkootjes zijn kort met wijd uiteen staande gewrichtsknobbels aan de onderzijde. Het gewrichtsvlak sterkt verder naar voren dan naar achteren uit, een teken dat de vingers verder naar voren dan naar achteren konden buigen. De hand heeft knokkelbeentjes: onder het eerste en tweede middenhandsbeen zijn deze kleine elementen sesamoïde gevonden met een holle bovenkant een bolle onderkant. Het betreft vermoedelijk verbeningen van kraakbeenschijfjes.
Het foutief aan Saichania toegewezen skelet dat in 2011 beschreven is, was nogal lichtgebouwd aan de achterzijde. Het echte achterdeel zou weleens even robuust kunnen zijn als de voorzijde.

### Osteodermen

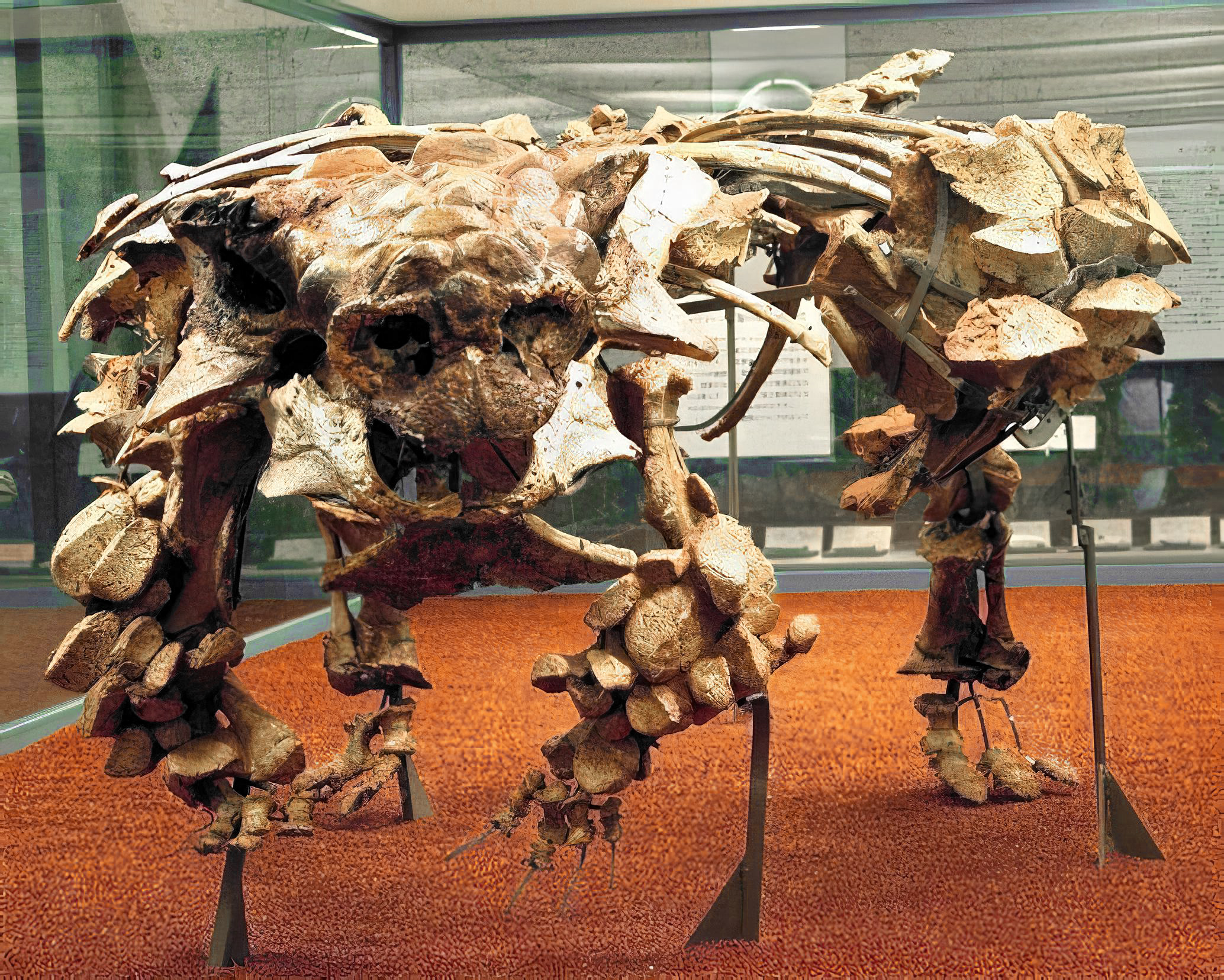
Een skeletmodel van MPC 100/1305 dat correct laat zien hoe plat de romp van ankylosauriden is. De schedel is een afgietsel van het holotype van Saichania. Het echte fossiel is in 2011 aan Saichania toegewezen maar behoort vermoedelijk aan Pinacosaurus

Opvallend bij Saichania is het huidpantser dat, althans wat de voorkant betreft, tot een van de meest uitgebreide behoort die van de Ankylosauria bekend zijn. Het werd bij het holotype volledig in verband gevonden. De kop is bovenop voorzien van knobbelvormige vastgegroeide huidverbeningen. Achter aan de schedel versmelten deze knobbels tot een doorlopende beenwal met een inkeping in het midden. Op de wangen en de achterste schedelhoeken staan uitsteeksels in de vorm van grote afgeplatte driehoekige hoorns die naar achteren krommen. Kleinere beenschubben zijn vastgegroeid onder de ogen.
De nek wordt beschermd door twee halsbergen, brede jukvormige benen ringkragen. De achterste daarvan is het breedst, zowel overdwars als overlangs. De halsbergen bestaan ieder uit zes segmenten die de onderkant openlaten, zodat het dier niet verstikt als een roofsauriër aan de bovenkant begint te rukken. De segmenten bestaan uit een osteoderm die op een diepere verbening van het bindweefsel vergroeid is. Deze ossificatie vormt een gladde beenring en de plaatvormige onderkant van het segment is met het voorste derde deel daarvan versmolten; in het midden en achteraan zit er nog ruimte tussen de twee lagen maar de achterrand is weer vastgegroeid. Ieder segment heeft een scherpe kiel overlangs, geplaatst op een bredere basis. De kielen van de onderste segmenten zijn het grootst. Kleinere ovale bultige osteodermen bedekken de naden tussen de segmenten over een rechthoekig oppervlak. Tussen het zijdelingse segment en het segment schuin onder staat een grotere osteoderm die omvat wordt door een ring van kleinere platen zodat een rozet gevormd wordt. De voorste halsberg is de kleinste, de achterste, die ook de voorste borst bedekt, heeft forsere elementen.

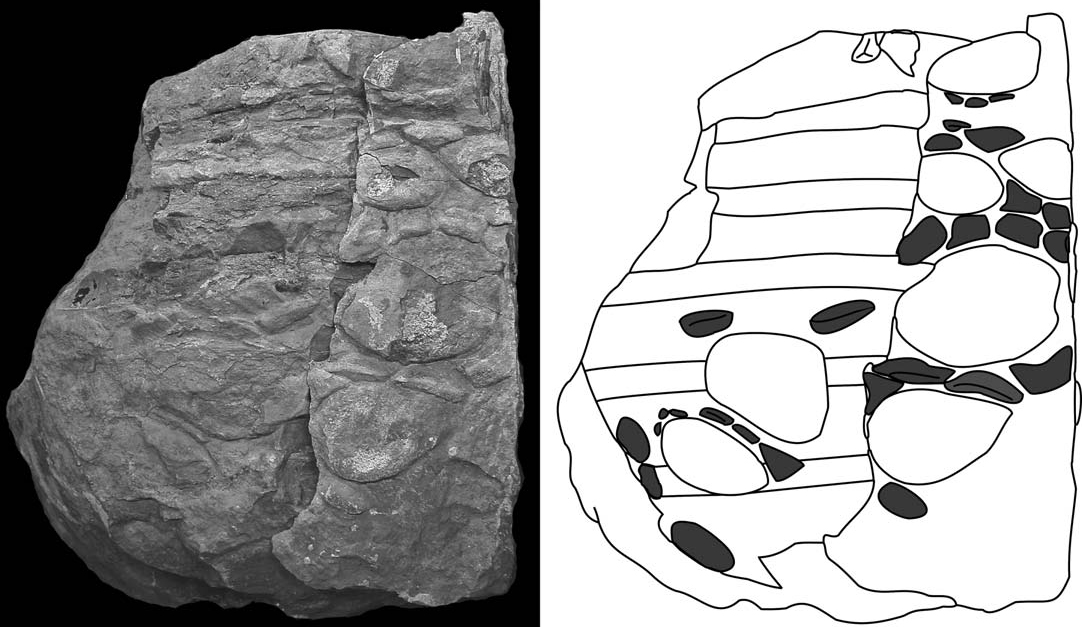
Osteodermen op het achterlijf van specimen ZPAL MgD I/113

De rug en flanken zijn ook bepantserd. Maryańska beschreef ze als in twee richtingen geordend. Aan de ene kant is er een overdwarse indeling in banden die overdwars over de romp lopen. Voor sommige ankylosayriërs is wel aangenomen dat zulke banden continue verbeningen zouden zijn, een soort voortzetting van de halsbergen. Bij Saichnaia lijkt het daar niet op: kleinere, niet vergroeide beenplaatjes zorgden ervoor dat een zekere flexibiliteit bewaard bleef. De banden zijn bezet met ovale gekielde beenplaten, osteodermen. In de lengterichting liggen die platen achter elkaar en ontstaat zo een ordening overlangs van rijen. Centraal ligt een rij van symmetrische kegelvormige osteodermen midden op de rug. Aan weerszijden daarvan lopen rijen van grote dunne platen met middelhoge kielen waarvan de punten naar achteren wijzen. Deze rusten op de ribben van de vlakke bovenzijde van de rug. De omringende beenplaatjes zijn hier tamelijk klein. De lage verticale zijden van het lichaam zijn extra zwaar gewapend met omringende beenschubben die kegelvormig zijn. Op hun bovenrand loopt een rij grote platen met kielen die naar achteren wijzen. Daaronder loopt een tweede rij nog grotere osteodermen met dezelfde vorm. Aan de onderste zijkant bevindt zich nog een rij, nu met punten die naar voren uitsteken. Ook aan de onderkant van de borst zijn platen zichtbaar.
Al naargelang de grootte of dikte van de plaat, en de hoogte en positie van de kielen, onderscheidde Maryańska een hele typologie. Om te beginnen was er een tegenstelling tussen de kleine verbindende beenschubjes en de echte platen. Bij die laatste was er een soort uitruil tussen grootte en dikte van de kiel. Grote platen waren typisch plat en dun maar hadden een scherpe kiel. Werd de plaat kleiner dan was deze zelf dikker en werd de kiel hoger. Sommige platen bestonden alleen uit een hoge kegel met een holle basis. Grote schubben met een nauwe basis hadden een lange, hoge, overdwars afgeplatte scherpe kiel die asymmetrisch op de plaat gelegen was. Lage osteodermen waren ovaal en symmetrisch maar de kiel was wel scherp.
Soms worden ook de onderarmen geïllustreerd met verticale rijen grote osteodermen maar dit is gebaseerd op de skeletopstelling van specimen MPC 100/1305 dat ten onrechte aan Saichania toegewezen is. De staart was, als we af kunnen gaan op de situatie bij verwanten, voorzien van een beenknots met een afsluitende osteoderm op de staartpunt. Misschien dat specimen ZPAL MgD I/113 daarvan de vorm laat zien. Dit exemplaar heeft ook grote bedekkende ovale osteodermen op het achterlijf, waarvan de as overdwars gericht is.

## Fylogenie
Maryańska plaatste Saichania in de Ankylosauridae. Latere analyse hadden meestal tot uitkomst dat Saichania een afgeleide vorm was, hoog in de stamboom van de Ankylosaurinae staand. Vaak viel ze uit als zustersoort van Tarchia; dat is niet zo wonderlijk gezien het feit dat voor de eigenschappen van die laatste een exemplaar gekozen werd, PIN 3142/250, dat vermoedelijk aan Saichania toebehoorde. Opmerkelijker is het dat desalniettemin verschillende analyses de twee taxa op tamelijk ver van elkaar verwijderde posities plaatsten. Maar uit een studie van Arbour uit 2013 bleek dat zelfs als alleen het eigenlijke holotype van Tarchia in de analyse wordt betrokken, Saichania en Tarchia nog steeds zustersoorten zijn.

## Levenswijze
Saichania leefde in een gebied met een erg droog klimaat. Maryańska beklemtoonde sterk de aanwezigheid van grote luchtholten in de snuit die ze als een koelsysteem zag, een aanpassing aan het woestijnklimaat. De holten zijn ook wel geïnterpreteerd als een ruimte voor een zoutklier. Een versterkt verhemelte verklaarde ze als een structuur om beter harde woestijnplanten te eten. Tegenwoordig worden dergelijke kenmerken eerder gezien als een gevolg van verstevigingen en een daartoe verplaatsen en absorberen van botweefsel.
Andere dinosauriërs in de Baruungojotformatie gevonden zijn Lamaceratops, Bagaceratops, Tylocephale en Hulsanpes. Daaronder bevindt zich geen groot roofdier. Het is dus onduidelijk tegen welke roofsauriër Saichania zich met de zware bepantsering moest verdedigen. Dat een grote theropode later echter wel degelijk op Saichania joeg, wordt aangetoond door een onderzoek van William Gallagher uit 1998 waarin door middel van een CAT-scan werd vastgesteld dat een gat boven het rechteroog van specimen 3142/250, toen nog aan Tarchia toegewezen, doorliep tot in de oogkas en de neusholte waar een pathologische beenmassa wees op een geheelde bijtwond, volgens hem toegebracht door een lid van de Tyrannosauroidea. In de Nemegtformatie waar dit exemplaar gevonden was, kwam de reusachtige tyrannosauride Tarbosaurus voor.
Arbour wees er op dat Saichania, Tarchia en Zaraapelta kennelijk tijdgenoten waren en dat er toen dus minstens drie ankylosauriërs hetzelfde gebied bewoonden. Deze soortenrijkdom verklaarde ze door aan te nemen dat de meeste grote planteneters daar tot deze groep behoorden, zodat er in ieder geval voldoende voedsel was voor drie populaties, hoewel hun respectievelijke niches onduidelijk waren. De verschillende kopversieringen zouden dan het soortonderscheid gediend hebben. Voor seksuele dimorfie, een verschil in bouw tussen mannetjes en wijfjes, zag ze geen aanwijzingen.